# Єтманіт
Єтмані́т (англ. yeatmanite) — мінерал, силікат марганцю, цинку і стибію острівної будови.

## Загальний опис
Хімічна формула: (Mn, Zn)16Sb2[O13(SiO4)4]. Замість (SiO4) може бути (Si2O7), (Si6O18). Містить (%): MnO — 36,63; ZnO — 31,84; Sb2O5— 18,15; SiO2— 13,88.
Сингонія триклінна.
Утворює пластинчасті агрегати, рідше кристали псевдогексагонального обрису.
Густина 5,02.
Твердість 4.
Колір коричневий.
Риска світло-коричнева.
Крихкий.
Знайдений у цинковому родовищі Франклін (штат Нью-Джерсі, США). Рідкісний.